# Imperiali (Adelsgeschlecht)

Wappen des Hauses Imperiali

Imperiali oder Imperiale ist der Name eines bis heute blühenden italienischen Adelsgeschlechts, das dem Hochadel angehört.
Die Familie stammt aus Genua, wo sie im 12. Jahrhundert unter dem Namen Tartaro erscheint und lange Zeit zu den führenden Geschlechtern der Republik Genua gehörte, der sie vier Dogen stellte. Im 17. und 18. Jahrhundert erwarb sie großen Besitz im Königreich Neapel, insbesondere auf der Halbinsel Salento, dem „Absatz“ des italienischen „Stiefels“, und verlagerte schließlich ihren Hauptsitz nach Neapel.

## Geschichte
Es wird vermutet, dass der erste erwähnte Vorfahre, Giovanni il Tartaro, der Tatare, ein Handeltreibender aus einer der genuesischen Niederlassungen entlang der Schwarzmeerküste war, aus Kaffa auf der Krim oder Tana an der Donmündung, der um 1100 nach Genua kam. Noch im 12. Jahrhundert stiegen seine Nachfahren unter die führenden Köpfe der Republik Genua auf: Ospinello Tartaro war 1188 Gesandter bei den Friedensverhandlungen mit dem rivalisierenden Pisa, sein Bruder Opicino Gesandter bei den Bündnisverhandlungen mit Thomas I. von Savoyen in Asti.

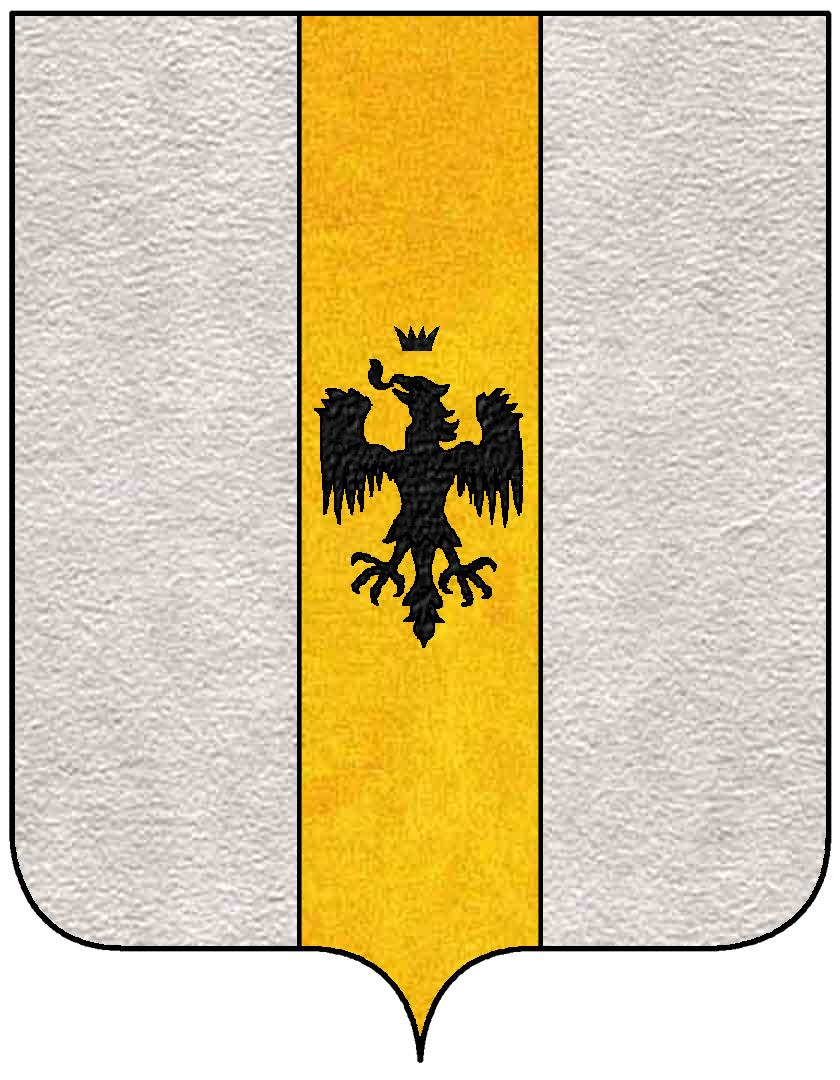
Familienwappen

1302 führte Lanfranco Tartaro als Admiral eine Pilgerfahrt von Genuesern ins Heilige Land an. Im 13. und 14. Jahrhundert zeichnete sich die Familie in den Kämpfen gegen die Sarazenen aus und erwarb 1378 Besitz auf Korsika. Für geleistete Dienste, vermutlich ökonomischer Art, erhielten die Tartaro (zusammen mit den Familien Mangiavacca, Pignatari und Delle Vigne) vom byzantinischen Kaiser Andronikos II. die Genehmigung, sich „Imperiale“ zu nennen und in ihr Wappen den kaiserlichen Adler mit nach links gewandtem Kopf aufzunehmen, als Zeichen für das Privileg, zur Rechten des Kaisers Platz zu nehmen. 1528 gehörte das Haus Imperiale zu den 28 Familien, aus denen sich die Regierung der Republik Genua rekrutierte. Zwischen 1617 und 1713 stellten sie vier Dogen. Zweige der Familie gelangten auch in den Adel Mailands, Vicenzas und Neapels, wo sie 1743 ins Patriziat der Stadt aufgenommen wurden.

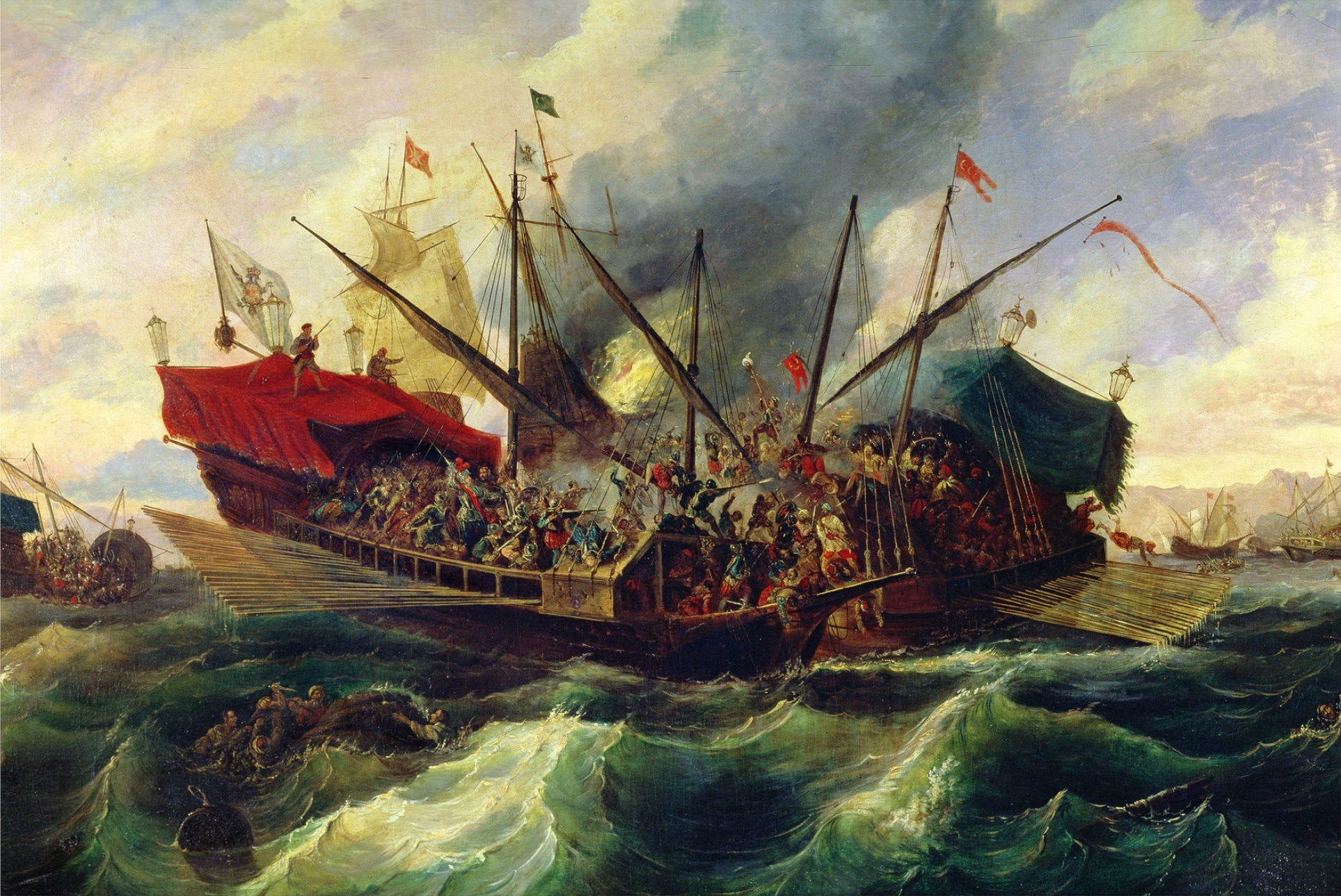
Seeschlacht von Lepanto (1571)

Davide Imperiale (1540–1612), Sohn des Andrea Imperiale und der Perinetta Spinola di San Luca, zeichnete sich 1571 als genuesischer Galeerenkapitän in der Seeschlacht von Lepanto gegen das Osmanische Reich aus, indem er seine Galeere mit einer herannahenden türkischen Galeere kollidieren ließ, um deren Attacke auf das Schiff des Admirals der päpstlichen Flotte, Marcantonio Colonna, abzuwehren. Nach dessen Sieg verlieh Philipp II. von Spanien zum Dank 1572 Davide Imperiale das große Lehen in Oria (Apulien), verbunden mit dem Titel eines Markgrafen, und nahm ihn unter die Granden Spaniens auf. 1575 kaufte Davide das benachbarte Francavilla Fontana und später noch Casalnuovo (heute Manduria) hinzu und wurde 1608 Marchese di Latiano. Er starb 1612 in Genua.
Seine Nachfahren wurden 1639 zu Fürsten von Francavilla erhoben. Sie erweiterten ihren süditalienischen Besitz stetig, unter anderem mit den Einnahmen der Salinen an der Küste Apuliens, so 1661 durch den Erwerb von Burg und Stadt Massafra, 1666 Avetrana, 1715 noch weiterer Orte, und errichteten ab 1717 einen großen Palast in Manduria (den die Imperiali, nach ihrer Übersiedlung nach Neapel, 1827 an die Familie Filotico verkauften, die ihn bis heute bewohnt). Im 18. Jahrhundert erwarb die Familie das Palais in Villa Castelli und im 19. Jahrhundert das Palais in Salza Irpina.

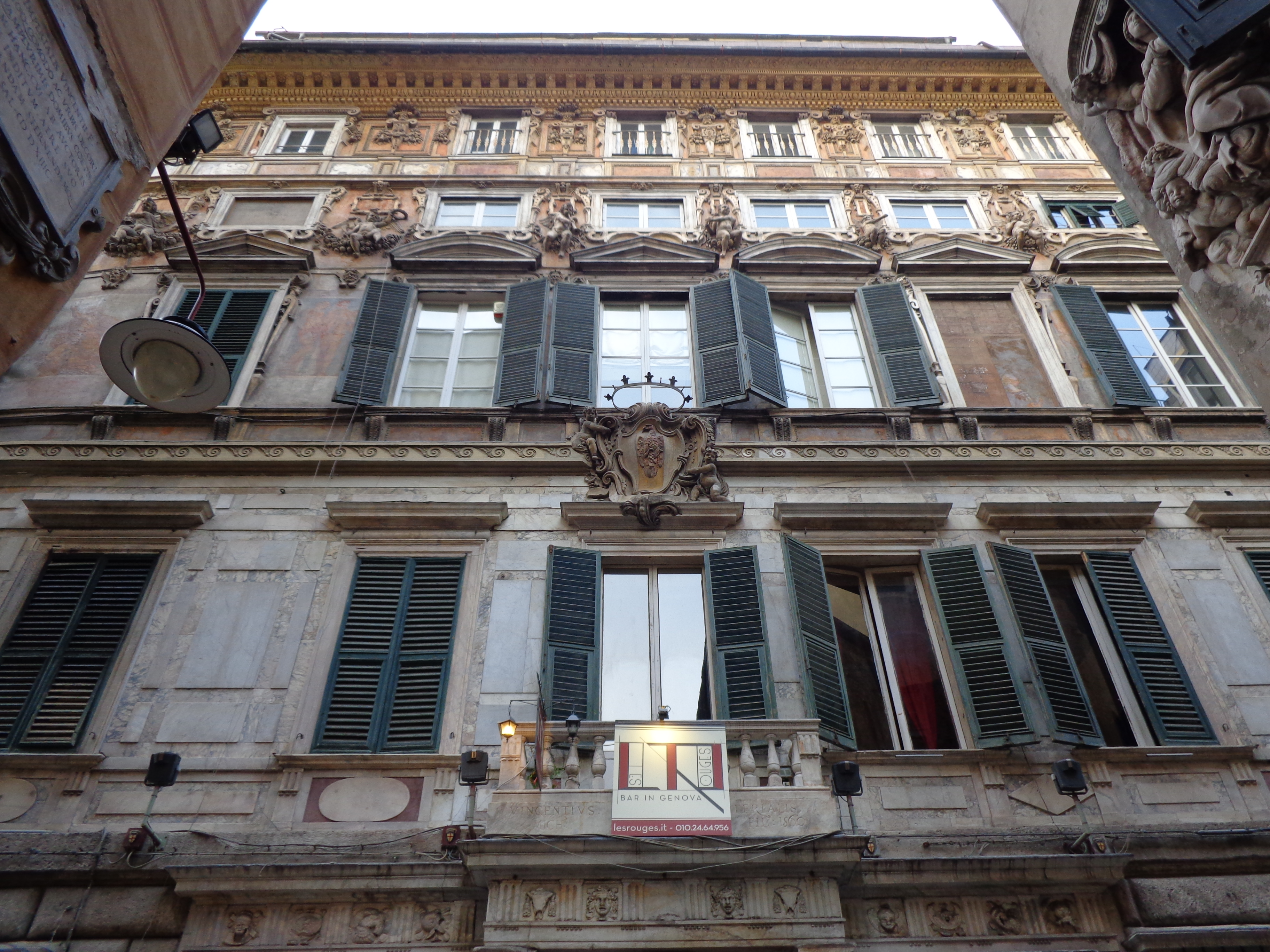
Palazzo Imperiale in Genua (erbaut 1560)
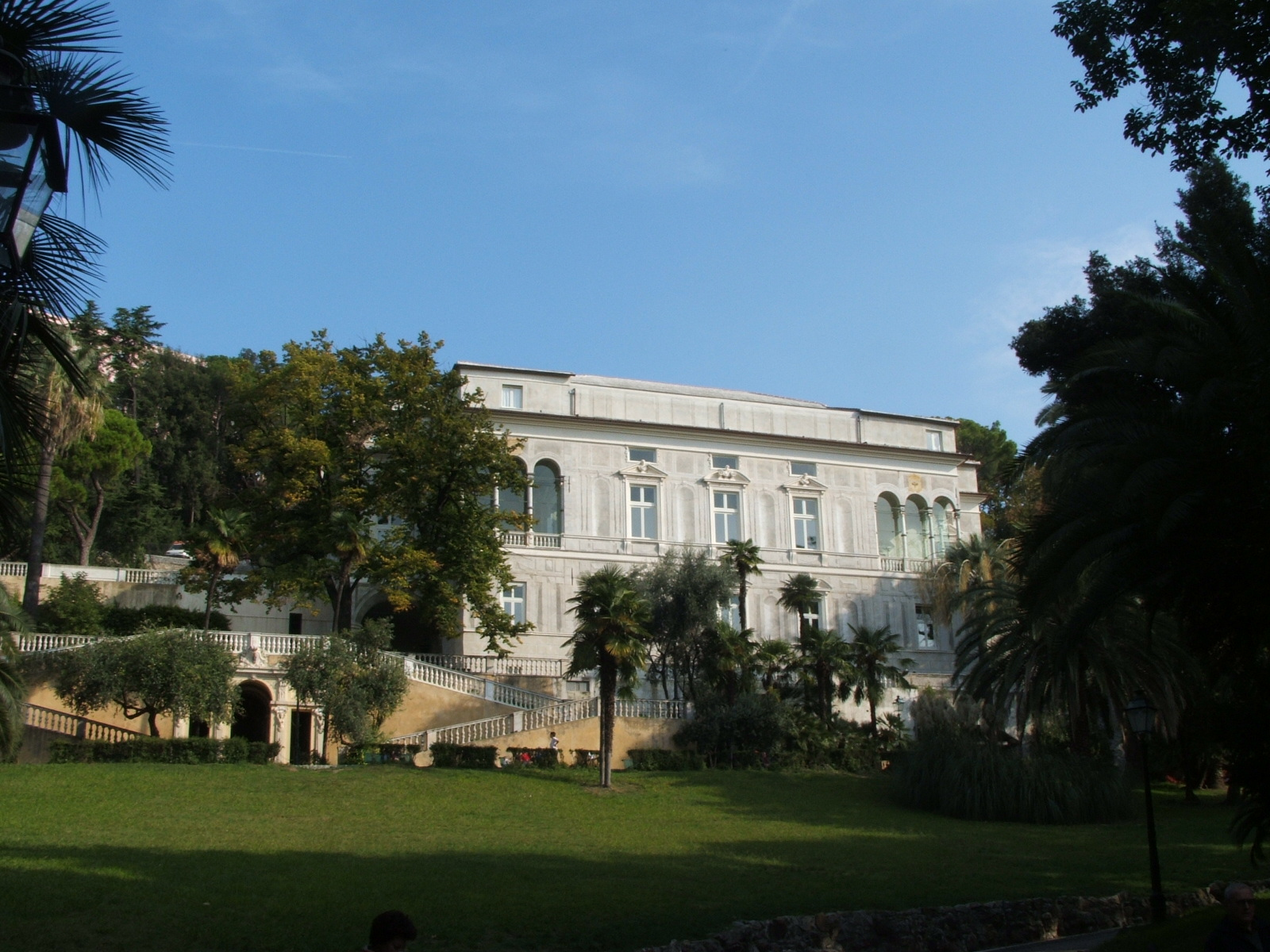
Villa Imperiale in Genua
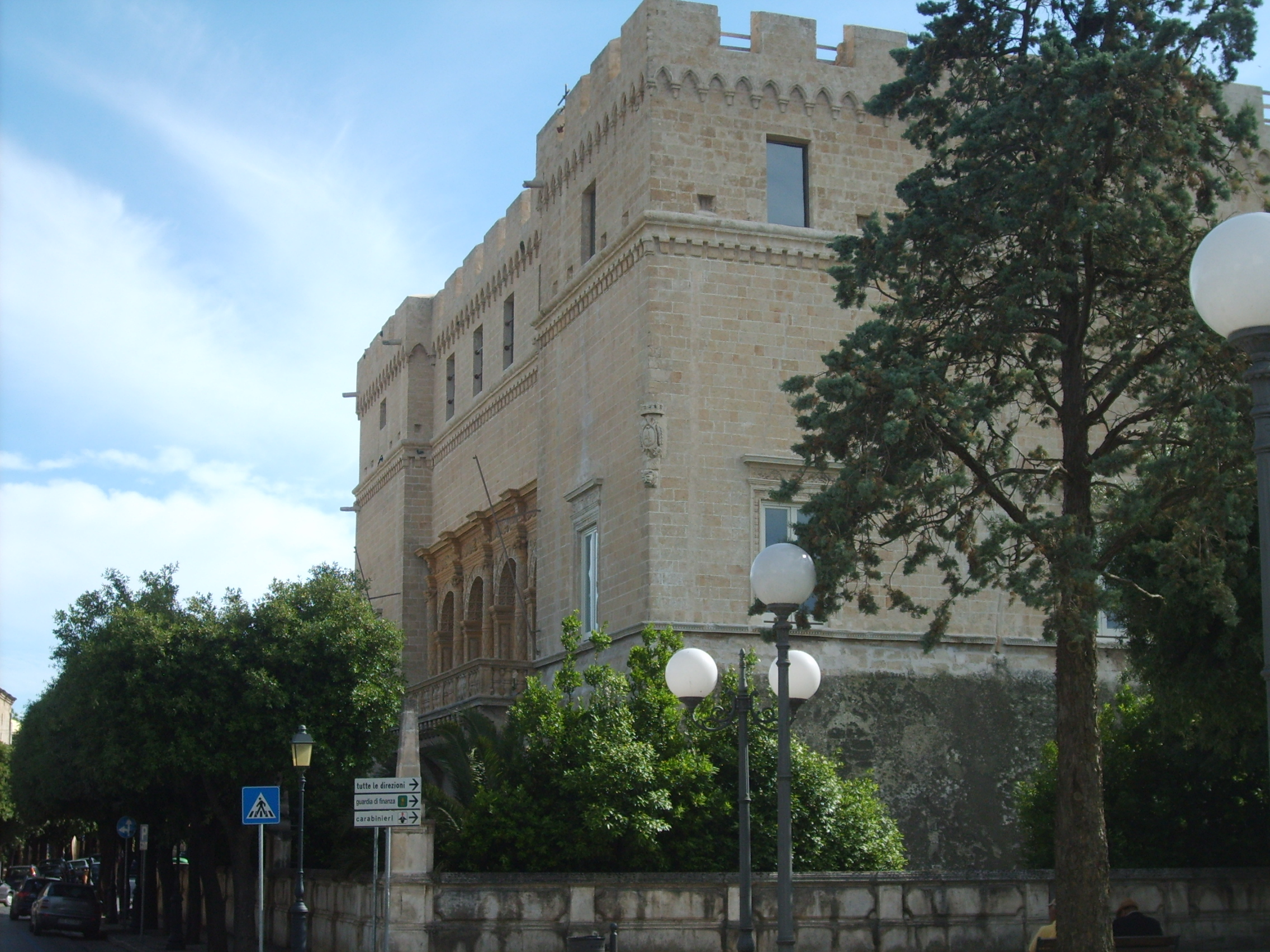
Schloss Francavilla Fontana
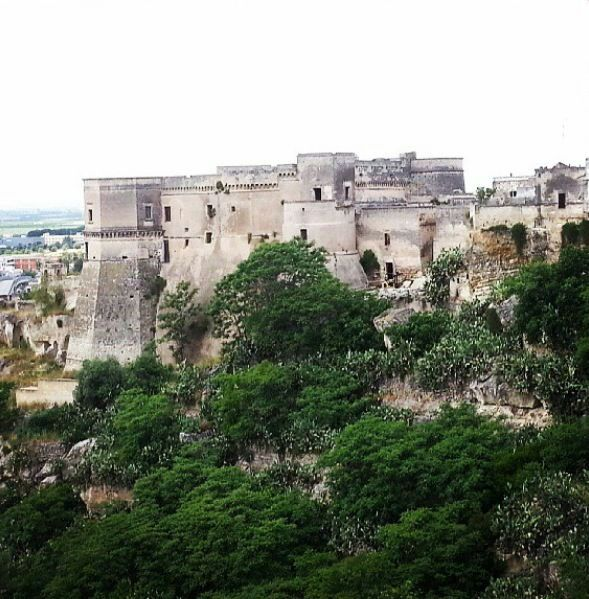
Burg Massafra
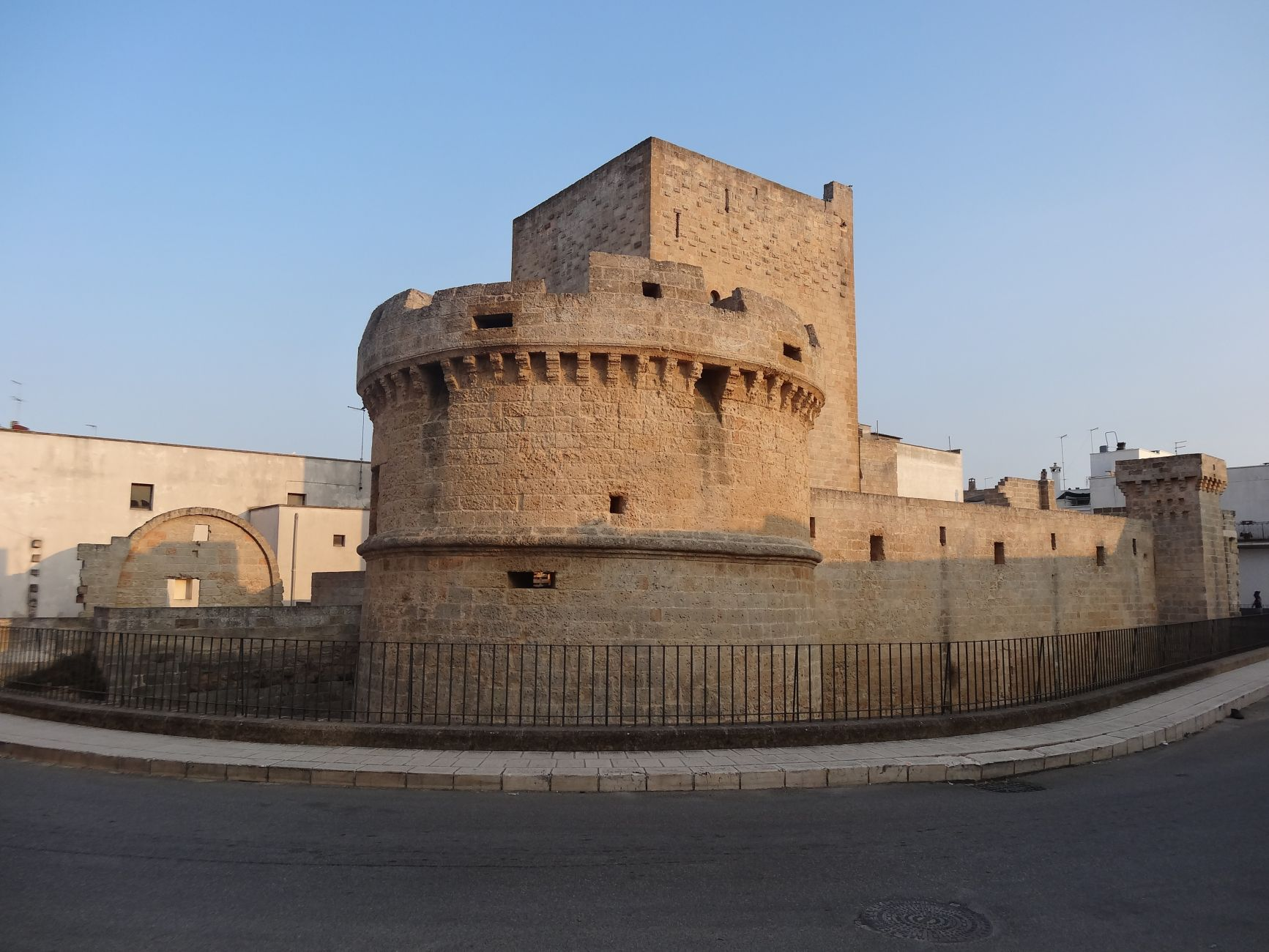
Castello Avetrana
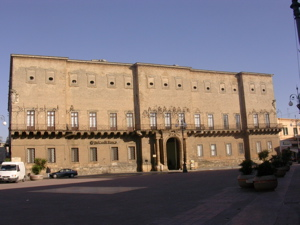
Palazzo Imperiali in Manduria
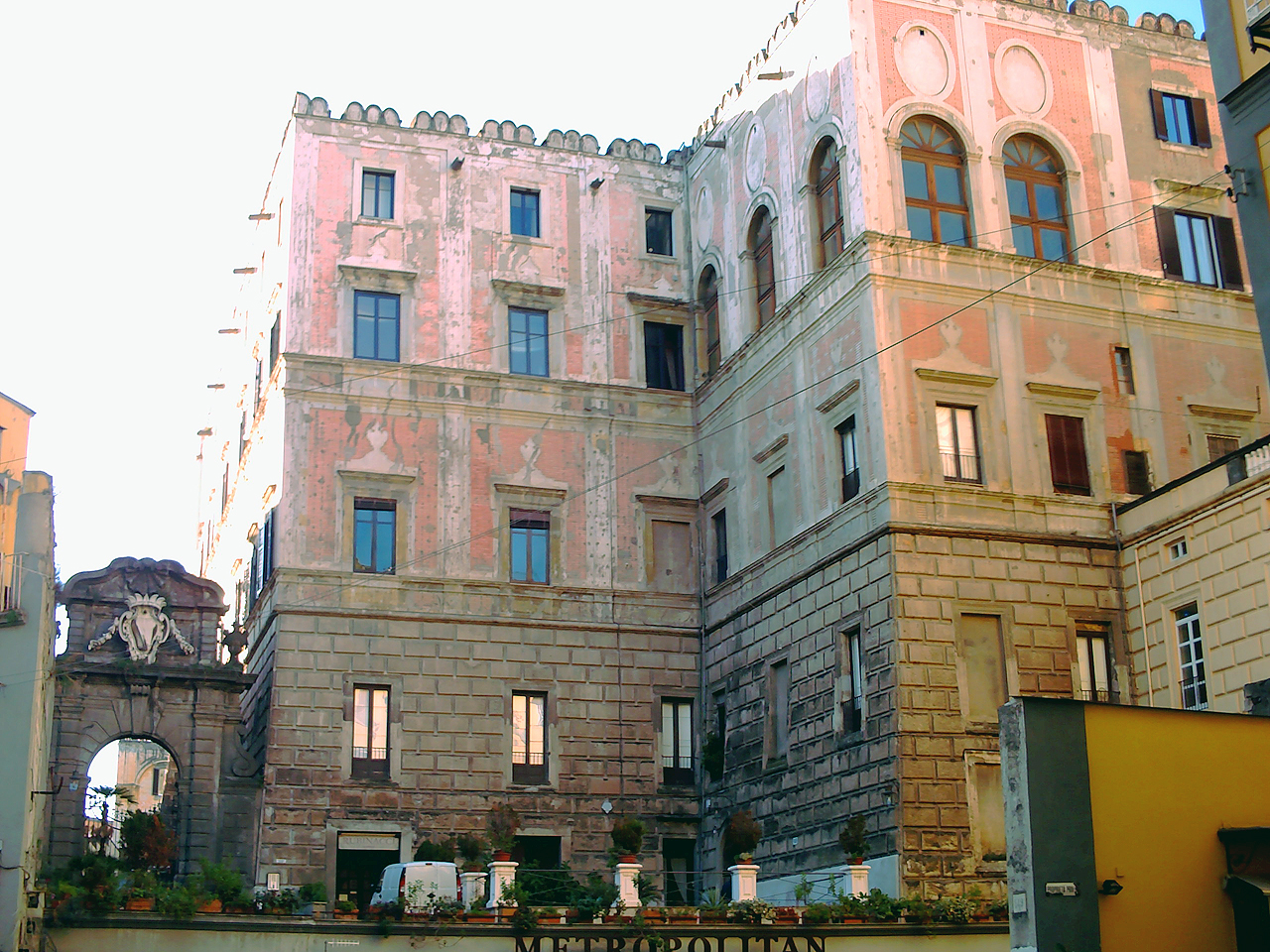
Palazzo Cellammare-Francavilla in Neapel

Michele Imperiali (1673–1738) heiratete Maria Delfina de Simiane (1670–1725) aus einer bedeutenden provenzalischen Fürstenfamilie, wodurch ein Teil des Erbes ihres Familienzweiges, darunter die Titel Fürst von Montafia, Marchese di Pianezza 1725 an die Imperiali fielen. Von den Capriglia erbten sie die Titel Marchese di Dego, di Cagna, di Giusvallo und di Piana nel Monferrato.

## Familienzweige

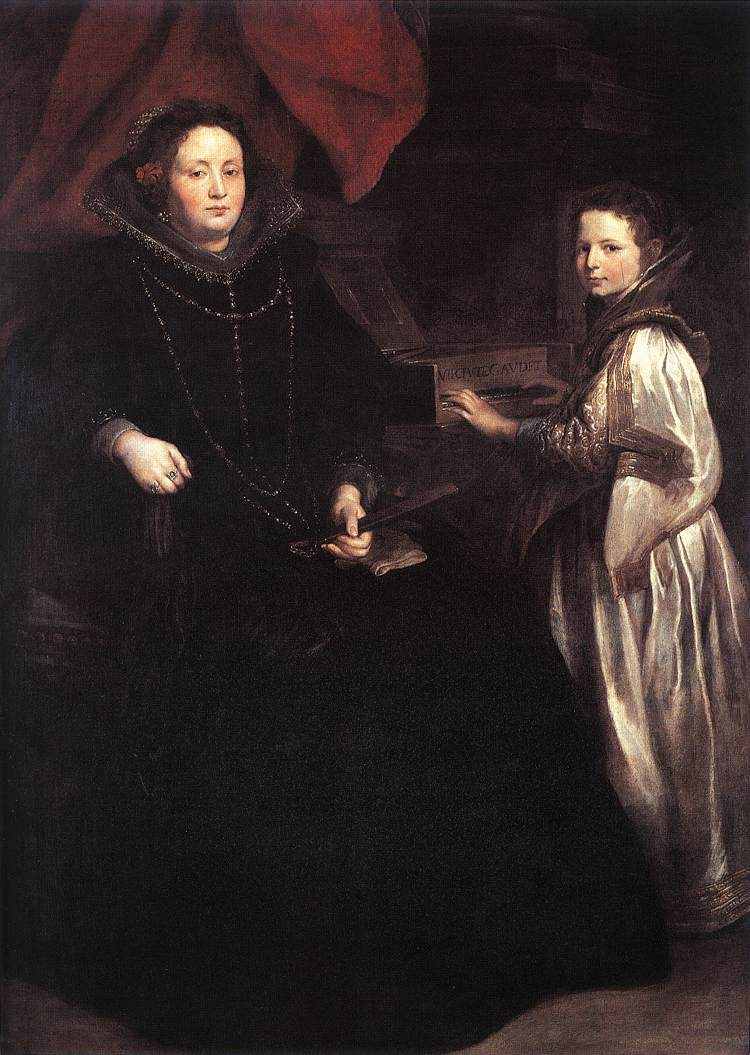
Porzia Imperiale und ihre Tochter (von Anthonis van Dyck, ca. 1628)

- Imperiale di Sant'Angelo: Gian Vincenzo Imperiale aus Genua erwarb 1631 Sant’Angelo dei Lombardi, seine Nachfahren wurden 1718 zu Fürsten von Sant’Angelo erhoben. Fürst Placido Imperiale gründete 1759 die Ortschaft Poggio Imperiale.

- Imperiali di Francavilla: Michele Imperiali (1623–1664), 4. Marchese di Oria, wurde 1639 zum ersten Fürsten von Francavilla erhoben. Das dortige Schloss mit seiner Kunstsammlung zeugen vom Mäzenatentum der Familie. Die Linie starb 1782 aus und wurde von der jüngeren Linie der Marchesi di Latiano beerbt.

- Imperiali di Latiano: Wurden 1608 Marchese di Latiano; nach Marchese Guglielmos Tod 1909 wurde der – heute zu besichtigende – Palazzo Imperiali in Latiano an die Gemeinde verkauft. Eine jüngere Linie des Zweiges Latiano erbte jedoch den Titel Fürst von Francavilla; dieser ging nach dem Tod von Donna Giovanna Imperiali (1814–1903) auf die Familie ihres Mannes, Don Giuseppe Caracciolo dei principi di Castagneto, über. Ihr Cousin Don Vincenzo Imperiali heiratete 1843 die Herzogin Irene dell'Abbadessa, deren Sohn Don Emanuele (1845–1933) wurde 1902 zum Marchese und 1926 zum Herzog erhoben. Familiensitz ist die Villa Imperiali bei Neapel. Derzeitiger Familienchef ist sein Urenkel Don Luciano, Duca e Marchese Imperiali (* Neapel 1927).

## Bekannte Familienmitglieder

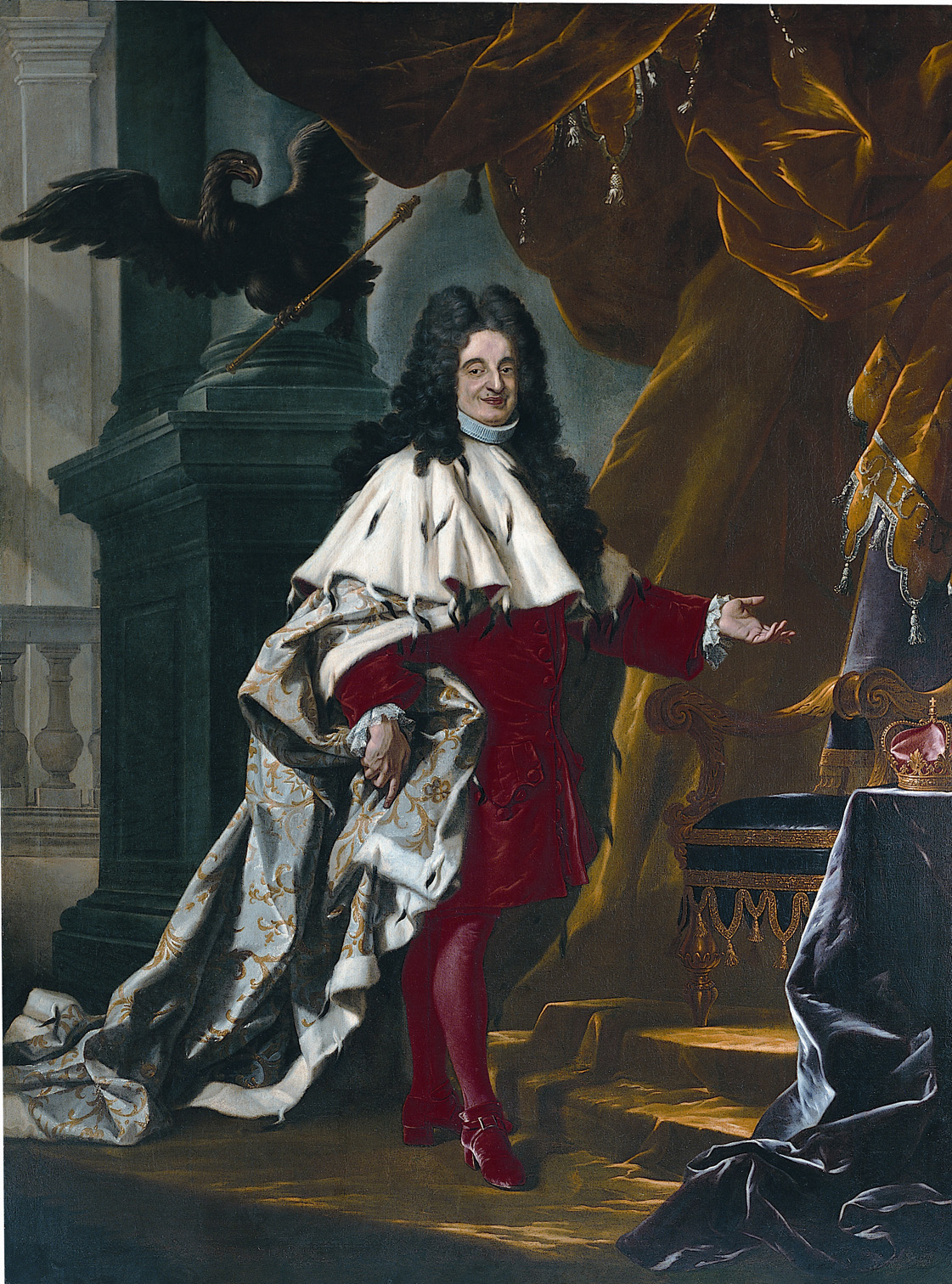
Francesco Maria Imperiale (1653–1736), Doge von Genua und König von Korsika (1711–1713)

- Davide Imperiale (1540–1612), Admiral, 1. Marchese von Oria
- Giovanni Vincenzo Imperiale (1582–1648), genuesischer Politiker, Schriftsteller und Kunstsammler
- Giovanni Giacomo Imperiale Tartaro (1554–1622), Doge von Genua (1617–1619)
- Lorenzo Imperiali (1612–1673), Kardinal
- Michele Imperiali (1623–1664), 1. Fürst von Francavilla, 4. Marchese di Oria
- Giuseppe Renato Imperiali (1651–1737), Kurienkardinal
- Francesco Maria Imperiale Lercari (1629–1712), Doge von Genua (1683–1685)
- Ambrogio Imperiale (1649–1729), Doge von Genua (1719–1721)
- Francesco Maria Imperiale (1653–1736), Doge von Genua (1711–1713)
- Cosimo Imperiali (1685–1764), Kardinal
- Michele Imperiali (1719–1782), 4. Fürst von Francavilla, königlich neapolitanischer Haushofmeister, Kunstsammler (Casanova, Hackert, Goethe u. a. besuchten seine Sammlung im Palazzo Cellammare-Francavilla in Neapel)
- Marchese Guglielmo Imperiali di Francavilla (1858–1944), Diplomat (Gesandter bei der Pariser Friedenskonferenz 1919), Senator

## Weblinks

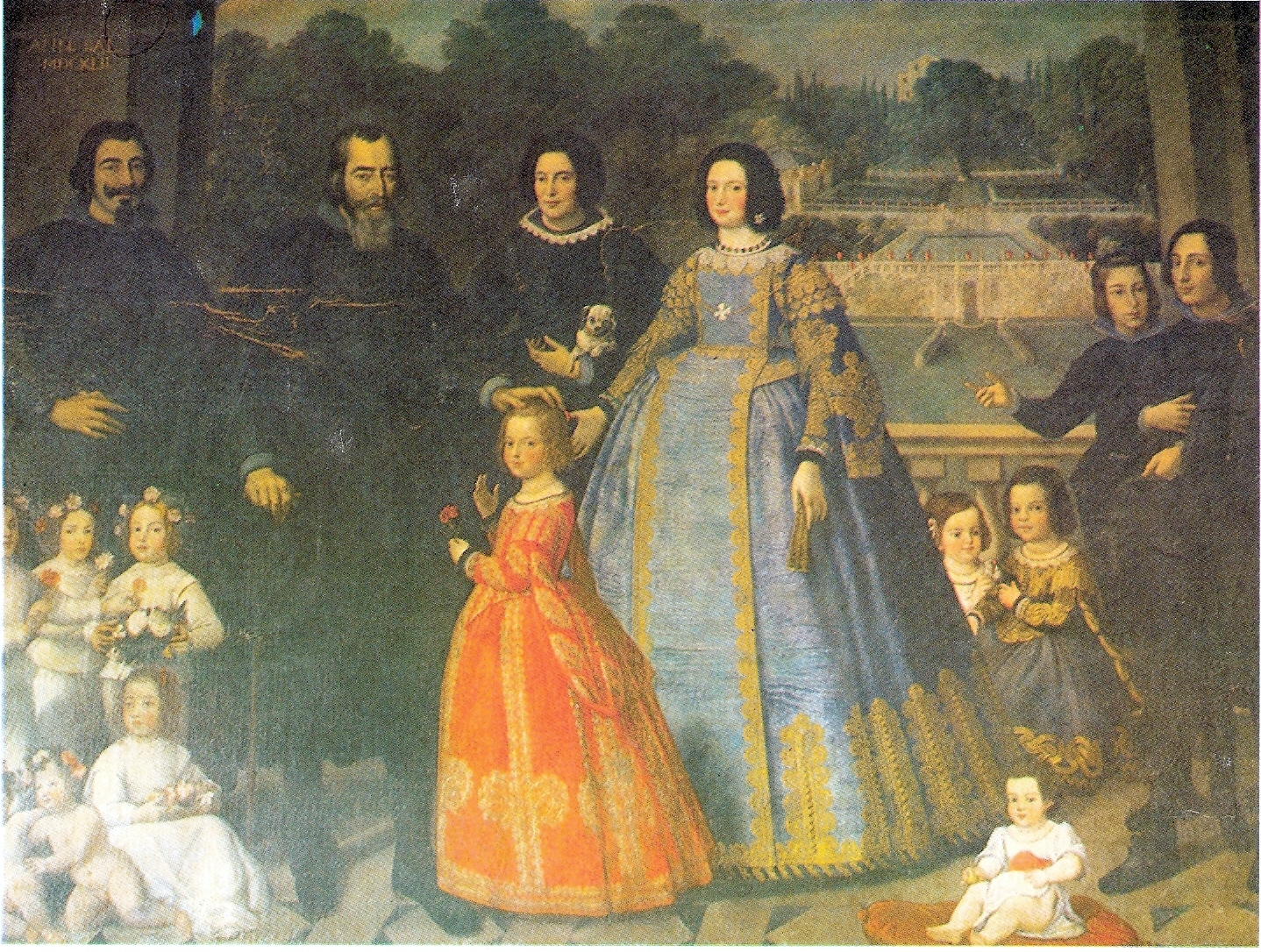
Giovanni Vincenzo Imperiali und seine Familie, 1642